# Фаунтинське абатство
Фаунтинське абатство (англ. Fountains Abbey) — найбільше у Великій Британії цистеріанське абатство XII століття, зараз перебуває в напівзруйнованому стані, наразі охороняється і пропагується як історична пам'ятка минувщини Національним трастом.

## Розташування
Монастир, що перебуває нині в зруйнованому стані, розташований неподалік містечка Ріпон, що в графстві Північний Йоркшир. Найбільше місто графства і його столиця — Йорк.

## Історія пам'ятки
Засновником монастиря вважають йоркського архієпископа Турстана (помер 6 лютого 1140 року). Турстан був відомим церковним і державним діячем, засновником декількох монастирів, в тому числі й в Ріво, що були найбільшими цистерінськими монастирями середньовічної Англії. 1132 року тринадцять ченців були викинуті із абатства Діви Марії в місті Йорк за спробу відродити бенедиктинський устав. Архієпископ Турстан дозволив вигнанцям оселитися в долині річки Скелл. Однак низка наступних йоркських архієпископів та впливовий тоді цистерціанський орден надавали братії підтримку і згодом монастир став одним із значних релігійних центрів і грандіозних пам'яток доби англійської готики.
1539 року, після сварки між папою римським Климентом VII та англійським королем Генріхом VIII, король провів в державі релігійну реформу, що сприяло появі національної форми протестантизму (англіканства). Себе самовласний король оголосив головою англіканської церкви і навідсіч відмовився відсилати велетенські грошові суми до Ватикана, як то було до сварки. Водночас, за наказом короля, в країні були скасовані всі католицькі монастирі, а їх землі і майно передані королю. Серед скасованих монастирів було і Фаунтинське абатство, землі якого стали державним надбанням. Монастир занепав, а його споруди частково зруйновані. Будівельні матеріали були використані на побудову Фаунтинз-холлу, світської споруди доби королеви Єлизавети І. Споруду монастиря придбав купець Річард Грешем.
У XVIII столітті колишні готичні споруди Англії знову привабили англійських аристократів і архітекторів, тим паче що в Англії досить важко прищеплювалась ордерна архітектура з європейського континенту. Саме Англія стала в Європі країною відродження готичної стилістики у вигляді неоготики. Навколо напівзруйнованого абатства створили Королівський (тобто державний) парк Стадлі та церкву Св. Марії в XIX ст. У XXI столітті величні руїни Фаунтинського абатства доглядає Національний траст Великої Британії. Задовільний стан споруд дозволив внести їх до списку Англійської спадщини (англ. English Heritage).

## Галерея

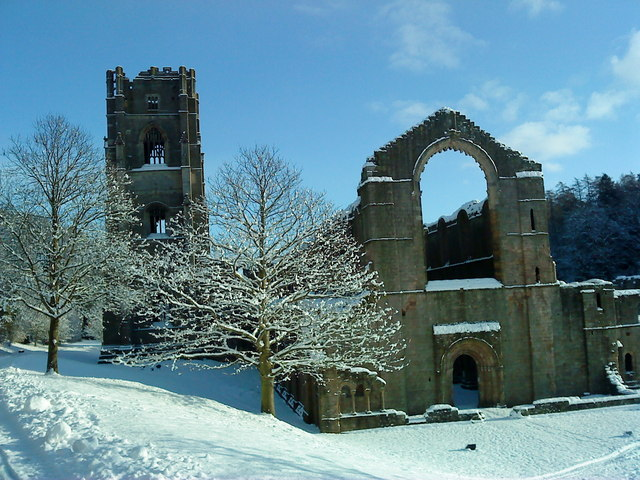
Фаунтинське абатство, фото 2010 року.

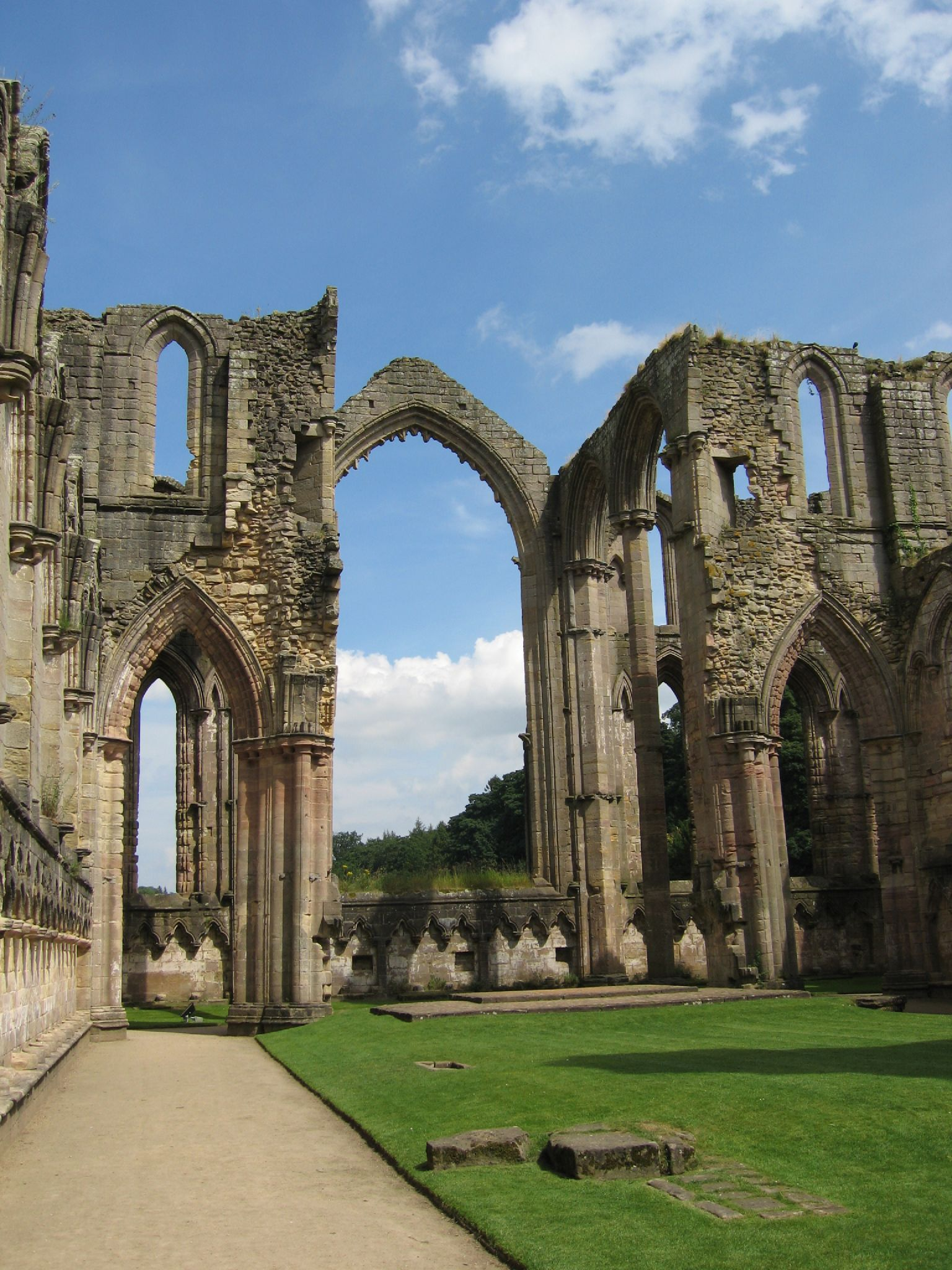
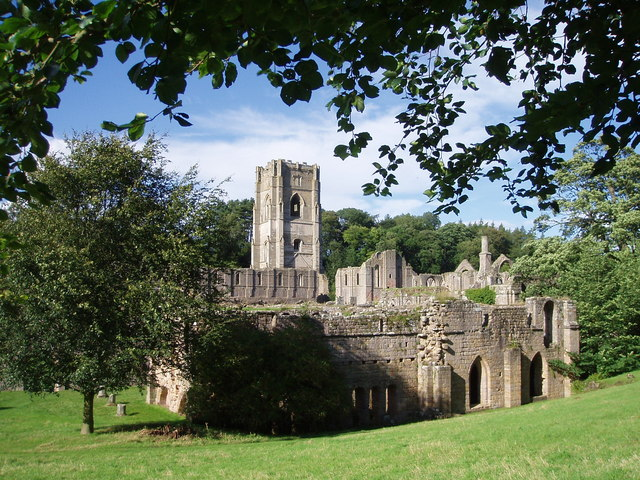
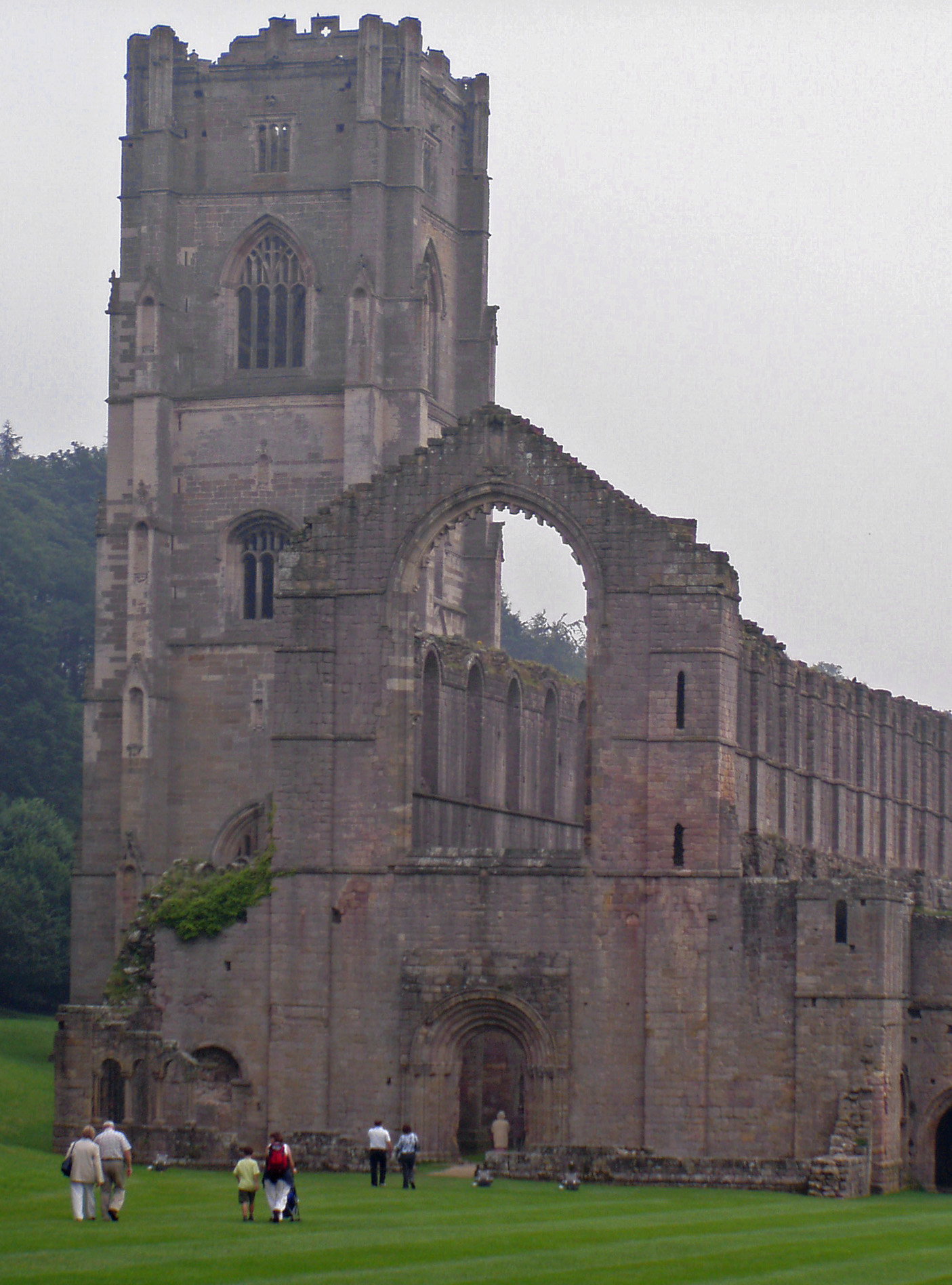
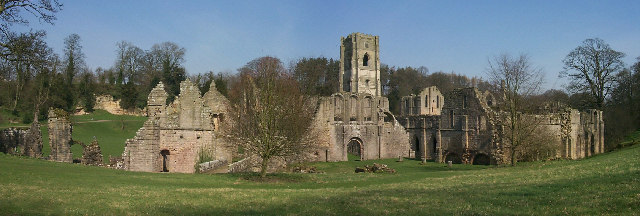
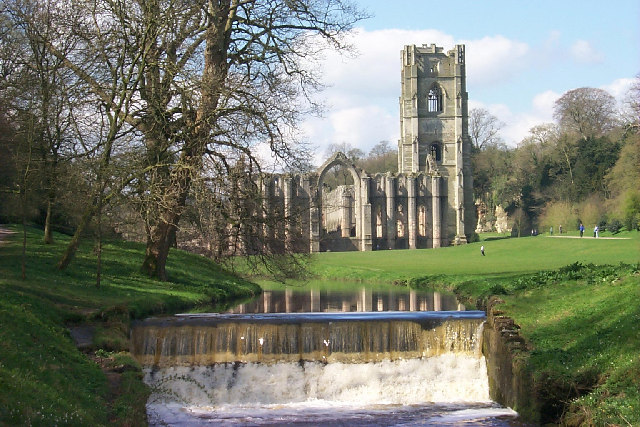
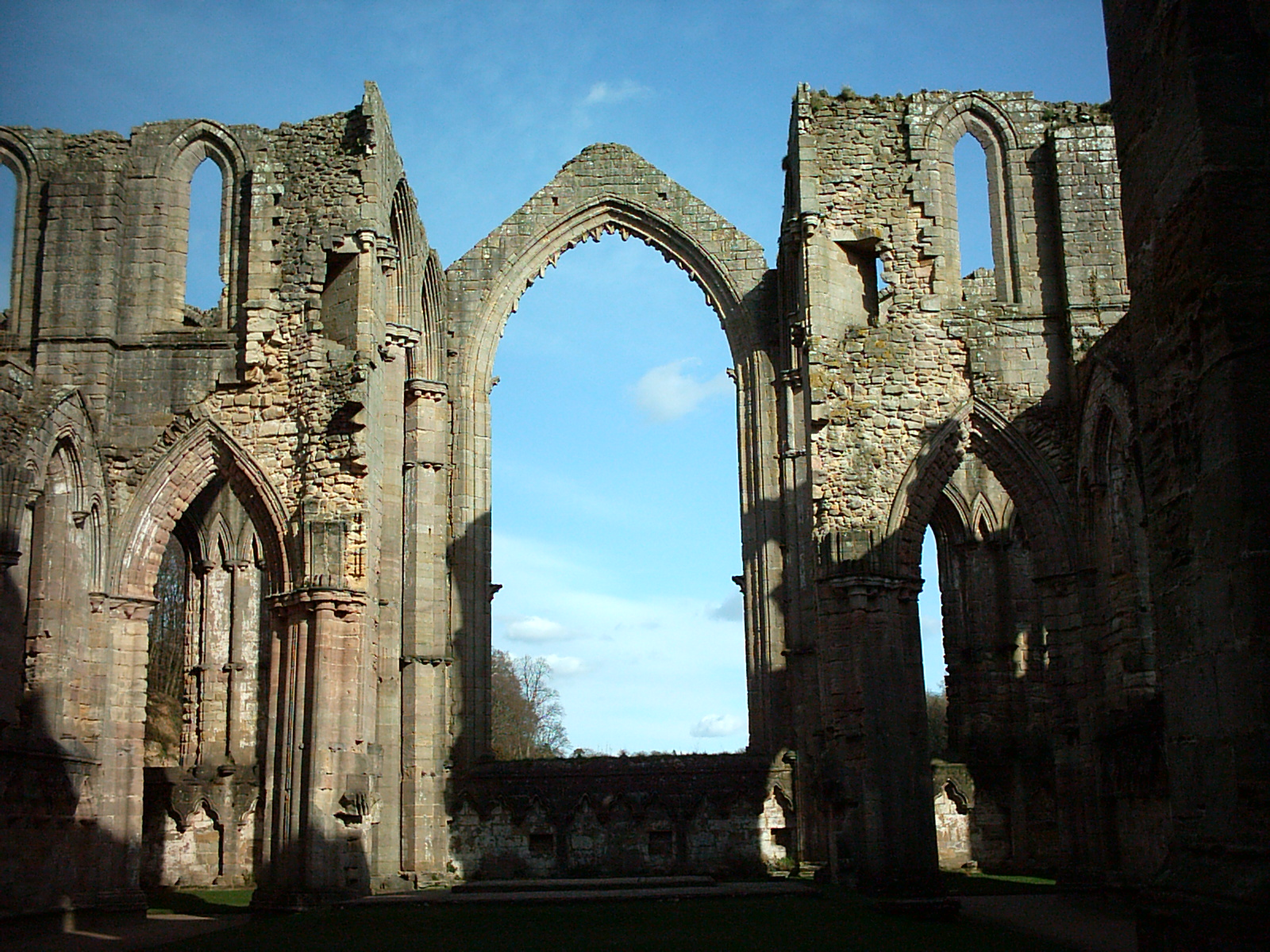
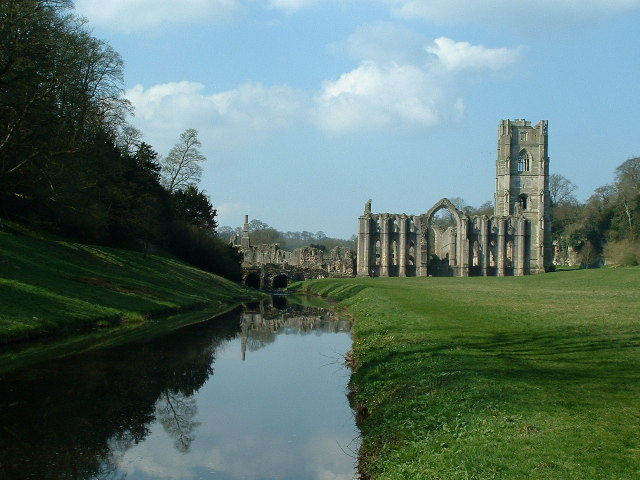
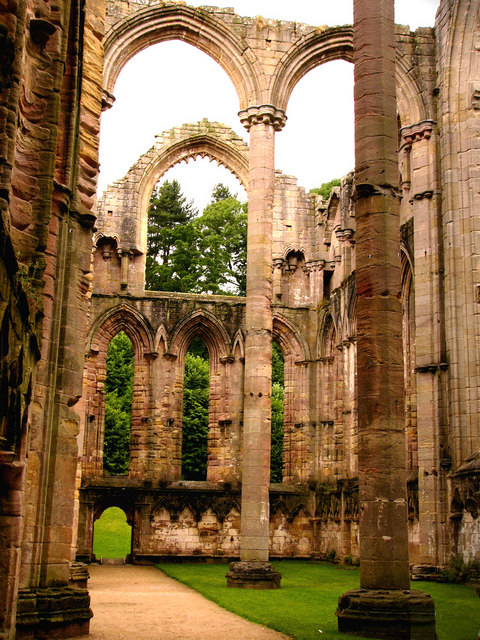